# Сезон ФК «Карпати» (Львів) 1974
| «Карпати» (Львів) у сезоні 1974 | «Карпати» (Львів) у сезоні 1974        |
| ------------------------------- | -------------------------------------- |
| Ліга                            | Вища ліга                              |
| Місце в лізі                    | 11                                     |
| Раунд у Кубку                   | 1/16                                   |
| Старший тренер                  | Валентин Бубукін, пізніше Ернест Юст   |
| Тренери                         | Борис Рассихін, Ернест Юст             |
| Начальник команди               | Анатолій Крощенко                      |
| Стадіон                         | «Дружба» (Львів)                       |
| Капітан                         | Федір Чорба, Ростислав Поточняк        |
| Найбільше матчів у лізі         | Остап Савка, Едвард Козинкевич — по 30 |
| Найкращий бомбардир у лізі      | Володимир Данилюк — 10                 |

Сезон «Карпат» (Львів) 1974 — дванадцятий сезон «Карпат» (Львів). Команда у вищій лізі посіла 11-е місце серед 16 команд, у Кубку СРСР відразу в 1/16 фіналу поступилася у двоматчевому протистоянні ростовському СКА 1:0 (удома) і 0:2 (у гостях) у додатковий час.

## Головні події
Після завершення першого кола «Карпатам» загрожувало прощання з вищою лігою. У вересні до керма знову повернувся Ернест Юст, під керівництвом якого футболісти зуміли виправити становище. Перемоги на фініші чемпіонату над «Торпедо», «Зенітом» і московським «Динамо» вивели «Карпати» на одинадцяте місце.

## Чемпіонат
| Місце | Клуб                       | «Карпати» — клуб | «Карпати» — клуб | І  | В  | Н  | П  | М     | О  |
| Місце | Клуб                       | удома            | у гостях         | І  | В  | Н  | П  | М     | О  |
| ----- | -------------------------- | ---------------- | ---------------- | -- | -- | -- | -- | ----- | -- |
| 1.    | «Динамо» (Київ)            | 0:0              | 1:1              | 30 | 14 | 12 | 4  | 49-24 | 40 |
| 2.    | «Спартак» (Москва)         | 1:1              | 1:2              | 30 | 15 | 9  | 6  | 41-23 | 39 |
| 3.    | «Чорноморець» (Одеса)      | 1:1              | 0:2              | 30 | 12 | 11 | 7  | 35-31 | 35 |
| 4.    | «Торпедо» (Москва)         | 1:0              | 1:0              | 30 | 13 | 7  | 10 | 35-28 | 33 |
| 5.    | «Арарат» (Єреван)          | 1:1              | 1:1              | 30 | 11 | 10 | 9  | 37-28 | 32 |
| 6.    | «Динамо» (Москва)          | 4:1              | 1:2              | 30 | 10 | 11 | 9  | 42-33 | 31 |
| 7.    | «Зеніт» (Ленінград)        | 3:2              | 0:1              | 30 | 8  | 15 | 7  | 36-41 | 31 |
| 8.    | «Пахтакор» (Ташкент)       | 2:0              | 0:1              | 30 | 10 | 10 | 10 | 45-44 | 30 |
| 9.    | «Динамо» (Тбілісі)         | 0:0              | 0:0              | 30 | 8  | 14 | 8  | 29-34 | 30 |
| 10.   | «Дніпро» (Дніпропетровськ) | 4:3              | 1:3              | 30 | 9  | 11 | 10 | 31-39 | 29 |
| 11.   | «Карпати» (Львів)          |                  |                  | 30 | 8  | 12 | 10 | 33-33 | 28 |
| 12.   | «Шахтар» (Донецьк)         | 1:1              | 1:2              | 30 | 8  | 12 | 10 | 31-35 | 28 |
| 13.   | ЦСКА (Москва)              | 1:1              | 0:2              | 30 | 7  | 12 | 11 | 28-33 | 26 |
| 14.   | «Зоря» (Ворошиловград)     | 0:0              | 0:2              | 30 | 8  | 10 | 12 | 32-41 | 26 |
| 15.   | «Кайрат» (Алма-Ата)        | 2:2              | 2:0              | 30 | 8  | 10 | 12 | 37-47 | 26 |
| 16.   | «Ністру» (Кишинів)         | 3:0              | 0:1              | 30 | 4  | 8  | 18 | 32-59 | 16 |

### Статистика гравців
У чемпіонаті за клуб виступали 22 гравці:
| Футболіст               | Дата народження   | Ігри     | Голи     |
| Воротарі                | Воротарі          | Воротарі | Воротарі |
| ----------------------- | ----------------- | -------- | -------- |
| Олександр Ракитський    | 1 липня 1946      | 26       |          |
| В'ячеслав Двуреченський | 8 червня 1950     | 3        |          |
| Олександр Швойницький   | 30 листопада 1948 | 1        |          |
| Захисники               |                   |          |          |
| Олександр Андрющенко    | 2 листопада 1954  | 21       |          |
| Іван Герег              | 24 травня 1944    | 19       |          |
| Степан Крупей           | 9 лютого 1951     | 19       |          |
| Федір Чорба             | 24 січня 1946     | 19       |          |
| Юрій Бондаренко         | 6 жовтня 1949     | 17       |          |
| Ростислав Поточняк      | 26 січня 1948     | 15       | 1        |
| Роман Риф'як            | 19 жовтня 1952    | 15       |          |
| Півзахисники            |                   |          |          |
| Остап Савка             | 4 квітня 1947     | 30       | 3        |
| Лев Броварський         | 30 листопада 1948 | 27       | 1        |
| Ярослав Кікоть          | 8 червня 1949     | 20       | 3        |
| Володимир Фурсов        | 8 квітня 1948     | 16       | 1        |
| Віктор Борейчук         | 31 січня 1950     | 2        |          |
| Нападники               |                   |          |          |
| Едвард Козинкевич       | 23 травня 1949    | 30       | 6        |
| Володимир Данилюк       | 4 липня 1947      | 23       | 10       |
| Анатолій Васильєв       | 25 серпня 1944    | 17       | 1        |
| Геннадій Лихачов        | 16 червня 1946    | 15       | 3        |
| Нодар Бачіашвілі        | 1 лютого 1951     | 13       | 1        |
| Юрій Підпалюк           | 9 вересня 1952    | 11       |          |
| Роман Хижак             | 26 вересня 1950   | 6        | 3        |

## Кубок СРСР
| Етап | Дата            | Господар             | Рахунок       | Гість                |
| ---- | --------------- | -------------------- | ------------- | -------------------- |
| 1/16 | 14 березня 1974 | «Карпати» (Львів)    | 1:0           | СКА (Ростов-на-Дону) |
| 1/16 | 18 березня 1974 | СКА (Ростов-на-Дону) | 2:0 (дод. ч.) | «Карпати» (Львів)    |